# Mashup (Musik)
Mashup (auch Bastard-Pop oder Bootie genannt) ist eine Ende der 1980er Jahre entstandene musikalische Technik, bei der durch Sampling eine spezifische Form der Musikcollage aus Tonaufnahmen von Stücken verschiedener Interpreten zusammengemischt wird.

## Formen
In der am meisten genutzten Grundform des Mashup-Genres, auch „A vs. B“ genannt, werden die Gesangs-Spuren eines Titels und die Instrumental-Spuren eines anderen Titels verwendet. Ein klassisches Beispiel für diese Grundform ist das Mashup A Stroke of Genie-us des DJs Roy Kerr alias Freelance Hellraiser aus dem Jahr 2001, eine Verbindung von Christina Aguilera und The Strokes, mit dem das Mashup erstmals einem breiteren Publikum bekannt wurde. In den meisten Mashups dieser Grundform werden jedoch Gesangs- und Instrumentalpartien beider Vorlagen weiterverarbeitet – wodurch in Mashups nicht nur Musik verwendet, sondern auch Liedtexte rekontextualisiert werden.
Der Reiz des Mashups besteht dabei darin, dass meist Titel zu einem Neuen gemixt werden, die unterschiedlichen Stilen, Genres, Milieus, Ensembleformen, Images usw. angehören, aber trotz dieser Distanz musikalisch effektiv miteinander funktionieren. Im Mashup arbeitet man mit großdimensionierten Samples, die ganze Formteile wie Strophen und Refrains aus ihren Vorlagen übernehmen und miteinander verbinden. Mashups leben von einer Balance zwischen dem Aufdecken musikalischer Kongruenz zwischen den Vorlagen durch ihre Kombination und der gleichzeitigen kontextuellen Distanz zwischen diesen Vorlagen, aufgrund derer man nicht damit rechnet, dass ein solch effektives Funktionieren möglich ist. In anschaulichen Beispielen kombiniert der australische Mashup-DJ Wax Audio beispielsweise Metallica und Stevie Wonder oder Pink Floyd und Bee Gees. Bevorzugte Quellen der Künstler sind dabei der Glam Rock der 1970er, New Wave der 1980er und One-Hit-Wonder der 1990er Jahre. Diese Ohrwürmer werden bisweilen auch mit einem aktuellen, tanzbaren Titel aus den Charts gemischt.
Die ungenehmigte Verwendung fremder Tonaufnahmen stellt in der Größenordnung, wie es in der Grundform des Mashups geschieht, nach derzeitiger Rechtslage regelmäßig eine Verletzung der Rechte der Urheber (Komponisten und Textdichter der Vorlagen), der Leistungsschutzrechte der auf den Tonaufnahmen der Vorlagen zu hörenden Musiker und des Tonträgerherstellerrechts dar. Anders als bei Coverversionen fehlt es beim Sampling zudem an einem über Verwertungsgesellschaften wie die GEMA standardisierten, rechtlich sicheren, jedermann gleich behandelnden und ökonomisch ausgewogenen, sprich realistischen Weg, Sampling-Lizenzen zu erwerben.
Der Begriffsgebrauch ist ungenau und instabil. Der Ausdruck Mashup wird beispielsweise auch für Remixformen verwendet, in denen teilweise Microsampling genutzt wird, aber am Aufeinanderprallen zweier Vorlagen festgehalten wird. Das klassische Beispiel hierfür ist das Grey Album (2003) von DJ Danger Mouse, eine Fusion der Raps von Jay-Zs Black Album und komplex rearrangiertem Material vom sogenannten White Album der Beatles. Und er wird für Arbeiten genutzt, denen es nicht mehr um das großflächige Aufeinanderprallen zweier Künstler geht, sondern um eine mittels Sampling erzeugte, tanzbare Collagekunst. Der international bekannteste Vertreter dieser Mashup-Richtung ist Girl Talk.
Nicht selten werden zugleich aufwendige Bastard-Pop-Videos erstellt und auf verschiedenen Videoportalen veröffentlicht, deren Grundlage meist Musikvideo-Material zu den im Mashup verarbeiteten Vorlagen ist. Foto-Mashups begleiten Werke des Genres ebenso wie Mashups aus den Titeln der Vorlagen als Titel des Mashups. Werden Vokalpartien mehrerer Vorlagen verarbeitet, ergeben sich zudem neue textliche Interaktionen, die oft wenig Sinn ergeben, manchmal aber im Zusammenspiel auch ganz neue Bedeutungen kreieren.
Der Begriff Mashup wird darüber hinaus ebenso im Bereich von Software- und Websiteprogrammierung benutzt, wie er auf Gebieten wie Fotografie oder Literatur in Erscheinung tritt. Selbst in so weit entfernten Bereichen wie Unternehmensberatung und Theologie findet man ihn. Das Mashup in der Musik ist daher schon begrifflich Teil einer viel größeren Kultur der Digitalität (Felix Stalder), zu deren Kernbestandteilen Referenzialität gehört, das heißt die adaptive Arbeit mit Material Dritter.
Jenseits des hochpolitisierten Urheberrechtsdiskurses ist die Motivation für Mashups im Allgemeinen weniger politischer oder gesellschaftskritischer Natur. Ausnahmen sind globalisierungskritische Mestizo- und Bastardsound-Bewegungen, denen Künstler wie Manu Chao, Los de Abajo, Ojos de brujos, Amparanoia oder Célia Mara zuzuordnen sind.

## Geschichte
Bereits 1988 mischte ein erstes Mashup die europäischen Verkaufscharts auf: The Timelords Doctorin’ In the Tardis von The KLF. In ihrem Werk mischte die Gruppe erfolgreich das Dr. Who Thema mit Gary Glitters Rock and Roll Part II und The Sweets Blockbuster. The Evolution Control Committee, zu deren Gründer Mark Gunderson (a.k.a. TradeMark G.) gehört, veröffentlichte 1995 die erste Bastard-Pop-Single mit dem Titel The Whipped Cream Mixes, auf der er Public Enemy mit Herb Alpert zusammenmischte. Ein Beispiel für ein deutschsprachiges Bootleg ist ein Stück von Bumtschak, in dem Blumfelds 1000 Tränen tief mit Music von Madonna gemixt wird. Zeitgleich mischte der Philosoph Stephan Günzel in der Nacht vom 30. September auf den 1. Oktober 1995 vor seinem Wechsel von der Universität Bamberg an die Universität Magdeburg auf zwei Technics SL-1200 seines Mitbewohners ‚DJ Quäler‘, mit dem zusammen er in der Thrash-Metal-Band Mega Mosh spielte, die A-Seite einer von Ralf Hennings produzierten Disco-Version des Titelsong aus John Carpenters The End (Assault on Precinct 13) auf einer 45-UpM-Maxi von zyx records in 33-UpM mit der 1967 LP Halt mich fest von Hildegard Knef, die die Lieblingsplatte seiner aus Berlin stammenden Mutter war. Das Stück erschien erstmals als letzter Track auf der selbstverlegten CD Overhead Extension der Band Schutzgas, bei der Günzel die E-Gitarre spielte, mit dem Namen Das Ende/Die Knef.
Da die neu entstandenen Stücke das Urheberrecht der Ausgangsstücke missachteten – kein Remix war von den Rechteinhabern genehmigt – wurde Bastard Pop zunächst auf illegalen White-Label-Vinyls nur unter dem Ladentisch verkauft. Mit dem Siegeszug der Internet-Tauschbörsen Anfang der 2000er Jahre kam es zu einer Bastard-Pop-Welle. Teilweise namhafte DJs veröffentlichten nun – jedoch stets unter Pseudonymen – ihre eigenen Bastard-Pop-Stücke. Beim deutschen Ableger von MTV wurde die Sendung Mash gestartet, die nur Mashup-Mixe mit passenden Musikvideos spielte. Auch auf dem Musik-Sender ‚Deluxe‘ werden regelmäßig am Samstagabend Mashup-Videoclips präsentiert. Bastard Pop war somit zum Marketinginstrument der Industrie geworden, gegen die er sich ursprünglich richtete.
Die belgischen Brüder Stephen und David Dewaele von der Indiepopgruppe Soulwax veröffentlichten ab 2001 mehrere lizenzierte Bastard-Pop-CDs unter dem Projektnamen Too Many DJs. Ende 2004 kam das kommerzielle Mashup Numb/Encore von Jay-Z und Linkin Park auf den Markt und konnte sich mehrere Wochen auf den vorderen Plätzen der Charts halten. Typisch für die Erkennung eines Mashups ist das Kürzel „vs.“ (versus) zwischen den Interpretennamen.
Brian Burton alias DJ Danger Mouse mischte Anfang 2003 Tracks von Jay-Zs Black Album (u. a. den oben bereits erwähnten Track Encore) mit Stücken vom White Album der Beatles. Die Verbreitung des sinnigerweise The Grey Album genannten Werkes – vor allem im Internet – führte zu einer breiten Diskussion über das Copyright und die Remixkultur im Frühjahr 2004.
Am 5. September 2005 veröffentlichte Mylo den Mash Doctor Pressure und schaffte es damit erneut aus dem Club in die Charts. In diesem Mashup mischte er im seinen im Oktober 2004 veröffentlichten Track "Drop the Pressure" mit Miami Sound Machine's Dr. Beat. Dieses Mashup erreichte 2005 Platz 3 in UK-Charts (Platz 31 in Deutschland) in und stellt somit den bestplatziertesten Chart-Track von Mylo.
Im Jahr 2007 wurde das Punk/Emo/Hardcore-Punk-Mashup-Album Incorporated des Produzentenduos The Legion of Doom veröffentlicht, nachdem es schon 2006 in Tauschbörsen zirkuliert hatte. Kommerzielle Mashup-Mixe werden u. a. von den Cut-Up Boys unter dem Titel Mashup-Mix jährlich über das Label Ministry of Sound zum legalen Kauf veröffentlicht, ebenso Alben des Remix-Duos DJs from Mars, die ebenfalls legale Remixe und Mashups im Electrostil unters Volk bringen.

## Beispiele für legale kommerzielle Mashups
- Alex Gaudino – Destination Calabria (Mashup aus Crystal Waters’ Destination Unknown und dem Track Calabria von Rune RK)
- Chicane vs. Natasha Bedingfield – Bruised Water (Mashup aus Natasha Bedingfields I Bruise Easily und Chicanes Saltwater)
- Craig David vs. Bob Sinclar – Hot Stuff vs. World Hold On (Vocals: Craig Davids Hot Stuff – Instrumental: World Hold On von Bob Sinclar)
- David Guetta vs. The Egg – Love Don’t Let Me Go (Walking Away) (Mashup aus David Guettas Love Don’t Let Me Go und Tocadiscos Remix von The Eggs Walking Away)
- Leftfield vs. Fatboy Slim – Planet of the Phatbird (Mashup aus Sunset (Bird of Prey) von Fatboy Slim und Phat Planet von Leftfield)
- LMC – Take Me to the Clouds Above (Mashup aus U2s With or Without You und Whitney Houstons How Will I Know)
- Mousse T. vs. The Dandy Warhols – Horny As A Dandy (Mashup aus Mousse Ts Horny und Bohemian Like You von The Dandy Warhols)
- Mylo vs. Miami Sound Machine – Doctor Pressure (Mashup aus Mylos Drop The Pressure und Gloria Estefans Dr. Beat)
- Royal Gigolos – Girls Just Wanna Dance (Mashup aus Whitney Houstons I Wanna Dance with Somebody (Who Loves Me) und Cyndi Laupers Girls Just Want to Have Fun)

## Beispiele für Mashup-Videos als Jahresrückblick
- Top of the Pops (Mashup-Germany auf Youtube)
- Best of Mega-Mashups (DJs from Mars auf Youtube)
- United State of Pop (DJ Earworm auf Youtube)
- Pop-Love (Robin Skouteris auf Youtube)